# Sue (Or in a Season of Crime)
Pour les articles homonymes, voir Sue.
Singles de David Bowie
'Tis a Pity She Was a Whore
(novembre 2014) Blackstar
(novembre 2015)
Sue (Or in a Season of Crime) est une chanson de David Bowie parue en single le 12 novembre 2014, puis sur la compilation Nothing Has Changed, sortie quelques jours plus tard. Elle est enregistrée avec l'orchestre jazz de Maria Schneider.
Une version réenregistrée en 2015 figure sur l'album Blackstar.

## Musiciens
Version de 2014 :
- David Bowie : chant
- Donny McCaslin : saxophone ténor, saxophone soprano
- Jesse Han : flûte en sol, flûte basse
- David Pietro : flûte en sol, clarinette, saxophone soprano
- Rich Perry (en) : saxophone ténor
- Scott Robinson (en) : clarinette basse, clarinette contrebasse
- Tony Kadleck : trompette, bugle
- Greg Gisbert : trompette, bugle
- Augie Haas : trompette, bugle
- Mike Rodriguez : trompette, bugle
- Ryan Keberle : trombone
- Keith O'Quinn : trombone
- Marshall Gilkes (en) : trombone
- George Flynn : trombone basse, trombone contrebasse
- Ben Monder : guitare
- Frank Kimbrough (en) : piano
- Jay Anderson : basse
- Mark Guiliana : batterie
- Maria Schneider : arrangements, direction d'orchestre

Version de 2015 :
- David Bowie : chant
- Donny McCaslin : saxophone ténor, clarinette, flûte en sol
- Ben Monder : guitare
- Jason Lindner (en) : claviers
- Tim Lefebvre (en) : basse
- Mark Guiliana : batterie
- James Murphy : percussions